# Ляляева, Шамсият Солтан Меджид кызы
Шамсият Солтан Меджид кызы Ляляева (азерб. Şəmsiyyət Soltanməcid qızı Lələyeva; 20 марта 1926, Казма, Закатальский уезд — ?) — советский азербайджанский табаковод, Герой Социалистического Труда (1949).

## Биография
Родилась 20 марта 1926 года в селе Казма Закатальского уезда Азербайджанская ССР (ныне Белоканский район).
С 1942 года — звеньевая колхоза «Москва» (бывший «Ударник») Белоканского района. В 1948 году получила урожай табака сорта «Трапезонд» 25,9 центнера с гектара на площади 3 гектара. Участвовала в ВДНХ.
Указом Президиума Верховного Совета СССР от 1 июля 1949 года за получение в 1948 году высоких урожаев табака Ляляевой Шамсият Солтан Меджид кызы присвоено звание Героя Социалистического Труда с вручением ордена Ленина и золотой медали «Серп и Молот».
Активно участвовала в общественной жизни Азербайджана. Член КПСС с 1952 года. Депутат Верховного Совета Азербайджанской ССР 3-го, 5-го и 6-го созыва.